# Văn hào lưu lạc
Bungou Stray Dogs (文豪ストレイドッグ Bungō Sutorei Doggusu) là một bộ truyện tranh Nhật Bản được viết bởi Kafka Asagiri và do Sango Harukawa minh họa, đăng trên tạp chí Young Ace từ năm 2012. Anime cùng tên được chuyển thể bởi Bones phát sóng năm 2016 gồm hai mùa: mùa đầu tiên phát sóng từ ngày 7 tháng 4 đến ngày 23 tháng 6, mùa thứ hai phát sóng từ ngày 6 tháng 10 đến ngày 22 tháng 12. Mùa thứ ba cũng đã được phát sóng từ ngày 12 tháng 4 năm 2019 đến ngày 28 tháng 6 năm 2019. Mùa thứ tư lên sóng vào tháng 1 năm 2023 đến tháng 3 năm 2023. Tại Việt Nam, truyện đã được IPM mua bản quyền và phát hành từ năm 2017 dưới tên gọi Văn hào lưu lạc.

## Cốt truyện
Mang tên của một nhà văn đoản mệnh, Nakajima Atsushi, 18 tuổi, lớn lên trong trại trẻ mồ côi. Trại vẫn hoạt động bình thường cho đến ngày ruộng vườn bị giày xéo, nhà kho bị phá hoại. Để giảm bớt miệng ăn, cậu bị tống cổ khỏi trại. Atsushi ngơ ngác trôi dạt đến Yokohama, do nhịn đói nhiều ngày, đã nảy ra ý tưởng trấn lột người qua đường để sống sót. Tuy nhiên, khi đang chuẩn bị thực hiện kế hoạch của mình, cậu vô tình bắt gặp Dazai Osamu, 22 tuổi, cũng mang cái tên của một nhà văn với nỗi ám ảnh về việc tự sát, đang trẫm mình xuống nước tự tử. Sau khi nhảy xuống nước cứu người, cậu gặp một đồng đội khác của anh - Kunikida Doppo, mang tên của một tác gia lãng mạn, người luôn kè kè bên mình cuốn sổ tay với nhan đề "Lý tưởng". Sau đó, họ tới một quán ăn, Atsushi đã kể lại câu chuyện của mình và được cả hai tiết lộ rằng mình đang làm việc cho một Cơ quan Thám tử vũ trang cùng việc truy vết một con hổ đang hoành hành và phá hoại cuộc sống người dân. Tối đến, cậu theo chân Dazai đến một nhà kho cũ để bắt con hổ ấy. Bất ngờ thay, dưới ánh trăng sáng, cậu hiện nguyên hình là một con hổ trắng. Dazai cũng tiết lộ rằng cậu chính là con hổ mà họ đang tìm kiếm (cũng là lý do thực sự mà trại trẻ đuổi cậu đi). Và hơn cả, cậu cũng là một siêu năng lực gia. Dazai tuyển cậu vào Cơ quan Thám tử Vũ trang, nơi tập hợp rất nhiều năng lực gia khác - cũng mang tên của những vị văn hào nổi tiếng. Nhiệm vụ của họ là xử lý và giải quyết những vụ án lớn nhỏ, trong ngoài thành phố Yokohama. Từ đây, Atsushi bước chân vào một thế giới mới, nơi những cuộc chiến trường kì với Mafia Cảng và lũ tội phạm ngoại quốc diễn ra tại thành phố ngầm Yokohama lúc chập tối, điều mà trước đó có nằm mơ cậu cũng không bao giờ ngờ tới.
Đó là khi văn học trở thành vũ khí, những tác phẩm kinh điển hóa năng lực siêu nhiên.

## Phát triển
Manga bắt nguồn từ ý tưởng của Kafka Asagiri nhằm tập hợp nhiều tác giả và nhà thơ quá cố nổi tiếng và vẽ họ dưới hình dạng những người trẻ tuổi, những thanh thiếu niên sở hữu sức mạnh siêu nhiên. Harukawa Sango đã cung cấp cho Asagiri những thiết kế giúp nhà văn viết truyện dễ dàng hơn. Asagiri nói rằng thiết kế của Atsushi và Dazai được thực hiện nhằm mục đích tương phản lẫn nhau mặc dù đã có một số sửa đổi được thực hiện trong quá trình tạo ra bộ truyện. Bên cạnh những câu chuyện thông thường được tạo ra thông qua manga, Asagiri cũng viết light novel hướng đến những độc giả bình thường. Light novel cũng được viết với mong muốn sẽ có nhiều sách hơn được phát hành mỗi năm. Cuộc đời của nhiều nhà văn đã truyền cảm hứng cho Asagiri, đặc biệt là tình bạn của ba tác giả lớn Osamu Dazai, Ango Sakaguchi và Sakunosuke Oda (thuộc Vô Lại Phái).

## Truyền thông

### Light novel
Tổng cộng bốn tiểu thuyết trong bộ truyện bao gồm tiểu thuyết spin-off của Yukito Ayatsuji và Natsuhiko Kyougoku được viết bởi Asagiri và minh họa bởi Harukawa, và xuất bản bởi Kadokawa. Vào ngày 8 tháng 7 năm 2018, tại hội đồng quản trị của họ tại Anime Expo, Yen Press đã thông báo cấp phép cho light novel được phát hành.
| #      | Ngày phát hành Tiếng Nhật | ISBN Tiếng Nhật   |
| ------ | ------------------------- | ----------------- |
| 1      | 1 tháng 4 năm 2014        | 978-4-04-101312-0 |
| 2      | 1 tháng 8 năm 2014        | 978-4-04-101713-5 |
| 3      | 1 tháng 5 năm 2015        | 978-4-04-102332-7 |
| Gaiden | 30 tháng 1 năm 2016       | 978-4-04-103730-0 |
| 4      | 1 tháng 10 năm 2016       | 978-4-04-104049-2 |
| 5      | 3 tháng 3 năm 2018        | 978-4-04-106535-8 |
| 6      | 1 tháng 4 năm 2019        | 978-4-04-107570-8 |
| 7      | 1 tháng 8 năm 2019        | 978-4-04-107879-2 |
| 8      | 27 tháng 2 năm 2021       | 978-4-04-108517-2 |

### Manga
Asagiri Kafka và Harukawa Sango lần đầu cho ra mắt bộ truyện tranh thông qua tờ báo Young Ace của nhà xuất bản Kadokawa Shoten vào năm 2012. Kadokawa đã biên soạn một loạt hai mươi lăm tập tankōbon vào tháng 6 năm 2024. Tập truyện được cấp phép phát hành tại Bắc Mỹ bởi Yen Press.
| #  | Phát hành Tiếng Nhật | Phát hành Tiếng Nhật | Phát hành Tiếng Anh  | Phát hành Tiếng Anh |
| #  | Ngày phát hành       | ISBN                 | Ngày phát hành       | ISBN                |
| -- | -------------------- | -------------------- | -------------------- | ------------------- |
| 1  | 4 tháng 4 năm 2013   | 978-4-04-120673-7    | 20 tháng 12 năm 2016 | 978-0-31-655470-1   |
| 2  | 5 tháng 8 năm 2013   | 978-4-04-120835-9    | 21 tháng 3 năm 2017  | 978-0-31-646814-5   |
| 3  | 4 tháng 12 năm 2013  | 978-4-04-120952-3    | 20 tháng 6 năm 2017  | 978-0-31-646815-2   |
| 4  | 4 tháng 4 năm 2014   | 978-4-04-121093-2    | 19 tháng 9 năm 2017  | 978-0-31-646816-9   |
| 5  | 4 tháng 8 năm 2014   | 978-4-04-101539-1    | 19 tháng 12 năm 2017 | 978-0-31-646817-6   |
| 6  | 4 tháng 12 năm 2014  | 978-4-04-101540-7    | 10 tháng 4 năm 2018  | 978-0-31-646818-3   |
| 7  | 2 tháng 5 năm 2015   | 978-4-04-102915-2    | 26 tháng 6 năm 2018  | 978-0-31-646819-0   |
| 8  | 4 tháng 9 năm 2015   | 978-4-04-102916-9    | 18 tháng 9 năm 2018  | 978-0-31-646820-6   |
| 9  | 29 tháng 12 năm 2015 | 978-4-04-102917-6    | 11 tháng 12 năm 2018 | 978-0-31-646843-5   |
| 10 | 4 tháng 6 năm 2016   | 978-4-04-104283-0    | 19 tháng 3 năm 2019  | 978-1-97-530371-6   |
| 11 | 4 tháng 10 năm 2016  | 978-4-04-104286-1    | 18 tháng 6 năm 2019  | 978-1-97-530449-2   |
| 12 | 4 tháng 4 năm 2017   | 978-4-04-104287-8    | 13 tháng 9 năm 2019  | 978-1-97-530452-2   |
| 13 | 4 tháng 8 năm 2017   | 978-4-04-105041-5    | 17 tháng 12 năm 2019 | 978-1-97-530455-3   |
| 14 | 4 tháng 12 năm 2017  | 978-4-04-106394-1    | 24 tháng 3 năm 2020  | 978-1-97-530458-4   |
| 15 | 4 tháng 6 năm 2018   | 978-4-04-106935-6    | 23 tháng 6 năm 2020  | 978-1-97-535921-8   |
| 16 | 4 tháng 12 năm 2018  | 978-4-04-106936-3    | 20 tháng 10 năm 2020 | 978-1-97-535924-9   |
| 17 | 1 tháng 5 năm 2019   | 978-4-04-108133-4    | 15 tháng 12 năm 2020 | 978-1-97-531605-1   |
| 18 | 28 tháng 12 năm 2019 | 978-4-04-108134-1    | 23 tháng 3 năm 2021  | 978-1-97-531608-2   |
| 19 | 3 tháng 7 năm 2020   | 978-4-04-109470-9    | 13 tháng 7 năm 2021  | 978-1-97-532246-5   |
| 20 | 4 tháng 12 năm 2020  | 978-4-04-109471-6    | 5 tháng 10 năm 2021  | 978-1-97-533647-9   |
| 21 | 3 tháng 8 năm 2021   | 978-4-04-1113554     | 21 tháng 6 năm 2022  | 978-1-97-534502-0   |
| 22 | 4 tháng 3 năm 2022   | 978-4-04-112192-4    | 17 tháng 1 năm 2023  | 978-1-97-536170-9   |
| 23 | 29 tháng 12 năm 2022 | 978-4-04-112864-0    | 21 tháng 11 năm 2023 | 978-1-97-537901-8   |
| 24 | 4 tháng 9 năm 2023   | 978-4-04-113910-3    | 20 tháng 8 năm 2024  | 979-8-855-40199-8   |
| 25 | 4 tháng 6 năm 2024   | 978-4-04-115002-3    | 27 tháng 5 năm 2025  | 979-8-855-41528-5   |
| 26 | 4 tháng 2 năm 2025   | 978-4-04-115937-8    | —                    | —                   |
| 27 | 4 tháng 9 năm 2025   | 978-4-04-116525-6    | —                    | —                   |

### Mùa 1
Tập trung chủ yếu vào sự xuất hiện của Nakajima Atsushi và Izumi Kyōka cùng cuộc chiến giữa Mafia Cảng và Cơ quan Thám tử Vũ trang, đồng thời mở màn cho cuộc chiến với bên Hiệp hội. Nổi bật nhất là cuộc đối đầu giữa Atsushi và Akutagawa Ryūnosuke.

### Mùa 2
Nối tiếp câu chuyện quá khứ của Dazai Osamu với các đồng nghiệp khi anh còn hoạt động trong Mafia Cảng và nguyên nhân khiến anh gia nhập Cơ quan Thám tử Vũ trang, sau đó quay trở về hiện tại với cuộc chiến giữa 3 tổ chức: Cơ quan Thám tử Vũ trang, Hiệp Hội và Mafia Cảng.

### Mùa 3
Tổ chức mới do Fyodor D tà ác cầm đầu bắt đầu nổi lên, đe dọa Atsushi, Dazai và Cơ quan Thám tử Vũ trang ngay cả khi họ chưa thoát khỏi tàn dư của Hiệp Hội.